# Jan de Gruyter (auteur)
Jan de Gruyter (Lekkerkerk, 18 december 1859 – Amersfoort, 14 augustus 1932) was een Nederlandse auteur en socialist. Hij schreef en vertaalde stukken voor diverse literaire tijdschriften. Daarnaast schreef hij ook zelf boeken, waaronder Het leven en de werken van Eduard Douwes Dekker (Multatuli). 

## Biografie
De Gruyter was een zoon van Willem de Gruijter, een touwslager, en Paulina Johanna Smits. Hij studeerde van 1878 tot en met 1881 aan de Indische Instelling in Delft.
Hij werkte vanaf 1883 als aspirant-controleur op zowel Noord-Celebes als Zuid-Celebes. In 1889 gaf hij zijn baan op en ging terug naar Nederland. Op 30 april 1892 trouwde hij met Louisa Scarrat. Ze kregen een dochter en twee zoons.

## Werk
Na een korte periode in Nederlands-Indië als (aspirant-)controleur op Celebes keerde hij terug naar Nederland en probeerde carrière te maken aan het Amsterdams toneel. Succes bleef uit en hij moest op zoek naar een andere inkomstenbron. Al snel vond hij werk bij Lever Brothers Ltd, het latere Unilever, in Rotterdam. In 1890 vertrok hij naar Liverpool om daar zijn werk bij Lever Brothers Ltd voort te zetten. In 1897 vertrok hij bij Lever om in dienst te treden bij de Koninklijke Petroleummaatschappij. Tijdens deze periode werkte hij hoofdzakelijk in Nederlands-Indië. 
In 1909 ging hij terug naar Nederland en vanaf toen hield hij zich hoofdzakelijk bezig met schrijven. Maar door het verlies van zijn vermogen (dit was geïnvesteerd in Roemeense olie en ging door het uitbreken van de Eerste Wereldoorlog verloren) moet hij in 1914 toch weer een commerciële baan zoeken. Die vindt hij bij de Anglo-Saxon Petroleum Company. 
Later werd hij redacteur bij Elsevier's geïllustreerd Maandschrift. Naast de artikelen in dit blad publiceerde hij toen ook De Russische revolutie en zijn belangrijkste werk Het Leven en de Werken van Eduard Douwes Dekker. Een ander belangrijk werk in zijn oeuvre schreef hij in 1927: Levend Geloof. Hierin beschrijft hij hoe hij het socialisme als de voortzetting van het christendom beschouwde.Het vervolg werd in 1929 uitgebracht onder de titel Tusschen Rationalisme en Mystiek.

## Politiek
In Liverpool werd hij actief in de politiek. Hij bezocht diverse politieke vergaderingen en probeerde een plek in de gemeenteraad te bemachtigen. Hij had zich inmiddels aangesloten bij de Indepedent Labour Party (ILP). Na de oprichting van de SDAP in Nederland werd hij daar lid van. 

## Publicaties
Tijdens zijn reis naar Nederlands-Indië hield hij aantekeningen bij die hij later publiceerde in de bundel In Memoriam.
In de Port Sunlight Monthly verschenen diverse artikelen over het socialisme en de Nederlandse literatuur. Door Van der Goes kreeg hij de mogelijkheid vertalingen van Edward Bellamy te schrijven voor het Radicaal Weekblad.  In 1893 had hij een bijna wekelijkse rubriek 'Brieven uit Engeland' in het tijdschrift De Nieuwe Tijd. 
Nadat aan zijn commerciële carrière een eind kwam, richtte hij zich op het schrijven en wist hij zijn stukjes geplaatst te krijgen in De Gids en De Nieuwe Gids. Zijn politieke ideeën over de toekomst van Nederlands-Indië kwamen terug in de stukken die hij schreef voor De Indier en Het Tijdschrift.